# Gastronomia de la Ribera
La cuina de la Ribera tracta sobre el menjar i les begudes típics de la gastronomia riberenca.
La Ribera és una comarca històrica dividida entre la Ribera Alta i la Ribera Baixa, ambdues a cavall entre l'Albufera de València i el riu Xúquer. Aquesta zona és en gran part plana i quasi tot el terreny és emprat en el conreu. Aquest es divideix entre el cultiu de la taronja a la Ribera Alta i de l'arròs a la Baixa. A la septentrional vall dels Alcalans, vora el riu Magre, es cultiva el raïm. Sueca és el primer productor d'arròs al País Valencià, i és un dels pobles que es postulen com a bressol de la paella. Igualment s'identifica Alzira amb la taronja i Torís amb el vi.
Entre les empreses d'alimentació de la comarca, figuren Choví SL i Papas Vicente Vidal a Benifaió i Papas Duso a Alberic.
A continuació es detalla els elements més destacables de la gastronomia d'aquesta comarca:

## Arrossos
A la Ribera Baixa tots els plats possibles a base d'arròs són presents, des de la paella fins al més humil arròs a banda, i incloent l'arròs caldós, arròs al forn amb bledes o fesols i naps, arròs negre i arròs de senyoret.

## All i pebre
L'all i pebre, també típic de les poblacions de l'Horta que voregen l'Albufera, és una preparació d'anguila i creïlla amb all i pebrella.

## Espardenyà
L'espardenyà és un plat a base de creïlla, anguila, conill, all i ous.

## Dolços
L'arnadí, típic igualment a la Costera, és un dolç a base de polpa de carabassa o moniato amb ametlla molta i sucre que es prepara al forn. De pastissets es pot parlar dels pastissets de Nadal, els d'ametlla, i els de moniato. També destaquen els rotllos de Sant Blai i les mones de pasqua.

## La coca
Les receptes més típiques per a la coca a la Ribera són la de la coca fina i la coca de carabassa.

## Altres plats típics
- Truita d'anguila
- Remenat d'ou i anguiles
- Anguiles fregides amb alls
- Anguiles al forn
- Caldereta de rap i llagosta
- Cebollada
- Rates de marjal

## Begudes típiques
- Moscatell i vi negre de Torís, Montserrat Montroi,
- Cassalla.[cal citació]

## Ingredients bàsics
- Hortalisses i llegums de tota classe: patata, tomàquet, albergínia, pebrera, carxofa, fava, bajoca, cigró, fesols, bledes, nap, col.
- Arròs
- Taronja i raïm
- Ametlla, carabassa i moniato
- Anguila

## Fires gastronòmiques
La Fira Gastronòmica de l'Alcúdia se celebra a l'octubre.